# Авеню

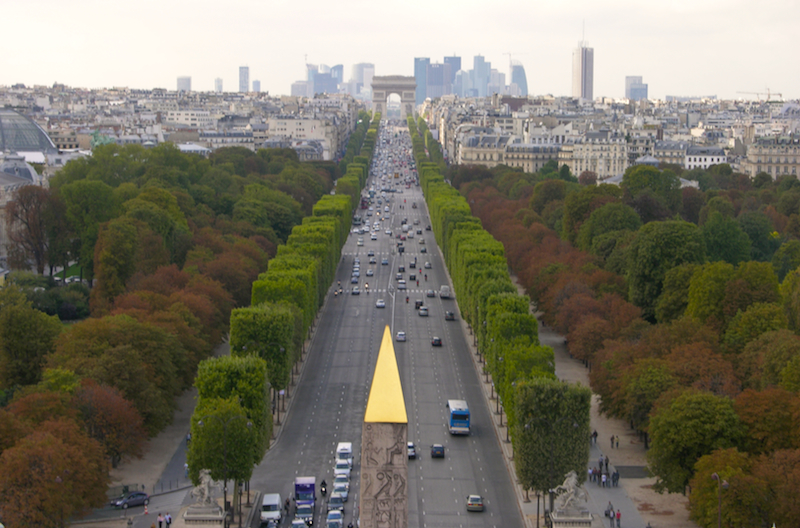
Елисейские поля — типичный пример авеню

Авеню́ (фр. avenue) — используемый в некоторых англо- и франкоязычных странах (в частности, в Великобритании, США, Канаде, Франции и франкоязычной Швейцарии) термин, обозначающий улицу большой ширины, обычно обсаженную деревьями с обеих сторон. В русскоязычных странах эквиваленты авеню — аллея и проспект. Кроме того, во многих городах США с прямоугольной сеткой улиц словом авеню обозначаются улицы, идущие в одном из двух направлений, в противоположность стрит.